# Showdown (poker)
Showdown w pokerze oznacza sytuację, w której gracze pokazują swoje karty oraz porównują skompletowane układy kart, jeśli po ostatniej rundzie licytacji zostało co najmniej dwóch aktywnych graczy. Ma to na celu wyłonienie zwycięzcy lub zwycięzców rozdania.
Aby wygrać jakąkolwiek część puli, gdy dochodzi do showdown, gracz musi pokazać wszystkie swoje karty obrazkami do góry (ang. face up) bez względu na to czy zostały one użyte do skompletowania najsilniejszego układu czy też nie. Graczem, który jako pierwszy pokazuje karty, jest ten, który jako ostatni podjął agresywne działanie (bet lub raise). Wyjątkiem jest sytuacja, gdy w ostatniej rundzie licytacji wszyscy gracze czekali (ang. check) – wtedy jako pierwszy karty pokazuje pierwszy gracz siedzący na lewo od pozycji rozdającego.
Pokazanie przez gracza kart daje przeciwnikom informacje na temat sposobu jego gry, dlatego wielu graczy nie chce niepotrzebnie pokazywać swoich kart. Tacy gracze po prostu pasują swoje karty bez pokazywania (ang. muck), jeśli wcześniej inny gracz pokazał karty pozwalające na skompletowanie silniejszego układu.
Podczas showdown obowiązuje zasada "karty mówią same za siebie" (ang. cards speak lub cards speak for themselves), którą stosuje się, gdy gracz błędnie zadeklarował wartość skompletowanego przez siebie układu. W takim przypadku przy porównaniu siły układów uwzględnia się najsilniejszy układ, który można skompletować przy użyciu kart gracza, który złożył błędną deklarację.